# Coreia do Sul nos Jogos Olímpicos de Verão de 1968
A Coreia do Sul competiu nos Jogos Olímpicos de Verão de 1968, realizados em Cidade do México, México.